# Betula minor
Betula minor là một loài thực vật có hoa trong họ Betulaceae. Loài này được (Tuck.) Fernald mô tả khoa học đầu tiên năm 1945.